# Daniel Hentschel
Daniel Hentschel (* 12. November 1973 in Spremberg, DDR) ist ein ehemaliger deutscher Eishockeyspieler, der unter anderem für den ECD Sauerland und ASV Hamm in der zweithöchsten deutschen Spielklasse aktiv war.

## Karriere
Im Nachwuchs von Dynamo Weißwasser begann die Eishockeykarriere von Daniel Hentschel. Nach der Wende spielte er ein Jahr lang für das U20-Team des inzwischen in PEV Weißwasser umbenannten Teams in der Junioren-Bundesliga, bevor es ihn nach Westdeutschland zog. Über den Oberligisten EV Pfronten landete er beim ECD Sauerland aus der 2. Bundesliga. Dort spielte er, wie schon in Pfronten, zunächst für die Junioren-Team, entwickelte sich aber mehr und mehr zum Stammspieler in der Profimannschaft. Nach der Insolvenz des ECD wechselte Hentschel zum ASV Hamm, mit dem er zwei weitere Jahre in der zweitklassigen 1. Liga antrat. Nach dem Abstieg in die 2. Liga verließ er den Verein und beendete seine Profikarriere im Alter von 22 Jahren.
Hentschel kehrte nach Sachsen zurück und spielte nach einjähriger Pause im semiprofessionellen Bereich weiter. Mit dem ESC Dresden stieg er 1999 als Meister der Sachsenliga in die Oberliga auf. Ein Jahr später wechselte er zum ESC Saaleteufel Halle, für den er noch bis 2003 in der Sachsenliga antrat und dabei im Jahr 2002 noch einmal die Meisterschaft feiern konnte.

## Erfolge und Auszeichnungen
- 1999 Sachsenliga-Meister und Aufstieg in die Oberliga mit dem ESC Dresden
- 2002 Sachsenliga-Meister mit dem ESC Saaleteufel Haale

## Karrierestatistik
(Legende zur Spielerstatistik: Sp oder GP = absolvierte Spiele; T oder G = erzielte Tore; V oder A = erzielte Assists; Pkt oder Pts = erzielte Scorerpunkte; SM oder PIM = erhaltene Strafminuten; +/− = Plus/Minus-Bilanz; PP = erzielte Überzahltore; SH = erzielte Unterzahltore; GW = erzielte Siegtore; 1 Play-downs/Relegation; Kursiv: Statistik nicht vollständig)